# Copa del Emperador 2019
La 99.ª Copa del Emperador (天皇杯 JFA 第98回全日本サッカー選手権大会 Tennōhai JFA Dai 99-kai Zennihon Sakkā Senshuken Taikai?) fue la edición 2019 de dicha competición de fútbol, la más antigua de Japón. El torneo comenzó el 25 de mayo de 2019 y terminó el 1 de enero de 2020.
La final del torneo se llevó a cabo en el Nuevo Estadio Olímpico de Tokio.
El campeón disputó la Supercopa de Japón 2020 ante el campeón de la J1 League 2019.

## Calendario
| Etapa            | Fechas                   | Número de equipos participantes | Observaciones                                                    |
| ---------------- | ------------------------ | ------------------------------- | ---------------------------------------------------------------- |
| Primera ronda    | 25 y 26 de mayo de 2019  | 48 (1+47) → 24                  | - 47: ganadores de copas prefecturales - 1: mejor equipo amateur |
| Segunda ronda    | 3 y 10 de julio de 2019  | 64 (24+18+22) → 32              | - 18: clubes de la J1 - 22: clubes de la J2                      |
| Tercera ronda    | 14 de agosto de 2019     | 32 → 16                         | - Participación de los ganadores de la Segunda ronda             |
| Octavos de final | 18 de septiembre de 2019 | 16 → 8                          | - Participación de los ganadores de la Tercera ronda             |
| Cuartos de final | 23 de octubre de 2019    | 8 → 4                           | - Participación de los ganadores de los octavos de final         |
| Semifinales      | 21 de diciembre de 2019  | 4 → 2                           | - Participación de los ganadores de los cuartos de final         |
| Final            | 1 de enero de 2020       | 2 → 1                           | - Participación de los ganadores de las semifinales              |

## Equipos participantes
88 formaron parte del torneo. Todos los clubes de la J1 League 2019 y todos los de la J2 League 2019 comenzaron su participación en la segunda ronda del certamen, mientras que los restantes equipos iniciaron su campaña en la primera rueda.

### J1 League
Todos los 18 equipos pertenecientes a la J1 League 2019.
- Cerezo Osaka
- Gamba Osaka
- Hokkaido Consadole Sapporo
- Júbilo Iwata
- Kashima Antlers
- Kawasaki Frontale
- Yokohama F. Marinos
- Shonan Bellmare
- Nagoya Grampus
- Sagan Tosu
- Sanfrecce Hiroshima
- Shimizu S-Pulse
- F.C. Tokyo
- Urawa Red Diamonds
- Vegalta Sendai
- Vissel Kobe
- Oita Trinita
- Matsumoto Yamaga

### J2 League
Todos los 22 equipos pertenecientes a la J2 League 2019.
- Albirex Niigata
- Avispa Fukuoka
- Ehime F.C.
- Fagiano Okayama
- F.C. Gifu
- JEF United Chiba
- Kyoto Sanga
- Machida Zelvia
- Tokyo Verdy
- Mito HollyHock
- Montedio Yamagata
- Omiya Ardija
- Renofa Yamaguchi
- Tochigi S.C.
- Tokushima Vortis
- Ventforet Kofu
- Yokohama F.C.
- Zweigen Kanazawa
- Kagoshima United
- Kashiwa Reysol
- F.C. Ryukyu
- V-Varen Nagasaki

### Mejor equipo amateur
- Universidad de Hosei

### Representantes de las prefecturas
- Escuela de Iwamizawa de la Universidad de Educación de Hokkaidō
- Vanraure Hachinohe
- Grulla Morioka
- Universidad de Sendai
- Blaublitz Akita
- Facultad de Medicina de la Universidad de Yamagata
- Iwaki F.C.
- Universidad Ryutsu Keizai
- Tochigi City F.C.
- Thespakusatsu Gunma
- Universidad Internacional de Tokio
- Briobecca Urayasu
- Universidad Meiji
- Universidad Toin de Yokohama
- Universidad Gakuin de Yamanashi
- Nagano Parceiro
- Universidad de Bienestar Médico de Niigata
- Kataller Toyama
- Universidad Hokuriku
- Fukui United F.C.
- Honda F.C.
- Kariya F.C.
- Veertien Mie
- Universidad Gifu Kyoritsy
- MIO Biwako Shiga
- Universidad Ritsumeikan
- Osaka F.C.
- Universidad Kwansei Gakuin
- Nara Club
- Arterivo Wakayama
- Gainare Tottori
- Matsue City F.C.
- Universidad Internacional del Pacífico
- SRC Hiroshima
- Universidad de Tokuyama
- Kamatamare Sanuki
- Tokushima F.C.
- Universidad de Matsuyama
- Kochi United
- Giravanz Kitakyushu
- Saga LIXIL F.C.
- MD Nagasaki
- Roasso Kumamoto
- Verspah Oita
- Honda Lock
- Universidad de Educación Física de Kanoya
- Okinawa SV

Fuente: Japan Football Association

## Resultados

### Fase preliminar
Los cruces de esta fase se anunciaron el 4 de abril de 2019.

#### Primera ronda
| Fecha      | Local                                                           | Resultado            | Visitante                                          |
| ---------- | --------------------------------------------------------------- | -------------------- | -------------------------------------------------- |
| 26 de mayo | Blaublitz Akita                                                 | 0 - 3                | Universidad Meiji                                  |
| 25 de mayo | Honda Lock                                                      | 5 - 1                | Tokushima F.C.                                     |
| 25 de mayo | Tochigi City F.C.                                               | 0 - 2                | Vanraure Hachinohe                                 |
| 26 de mayo | Nagano Parceiro                                                 | 1 - 0                | Universidad de Bienestar Médico de Niigata         |
| 25 de mayo | Matsue City F.C.                                                | (2) 2 - 2 (t.s.) (4) | Kamatamare Sanuki                                  |
| 26 de mayo | Briobecca Urayasu                                               | 0 - 1                | Universidad de Hosei                               |
| 25 de mayo | Fukui United F.C.                                               | 2 - 4                | Honda F.C.                                         |
| 26 de mayo | Veertien Mie                                                    | 3 - 2 (t.s.)         | Universidad Kwansei Gakuin                         |
| 26 de mayo | MD Nagasaki                                                     | 0 - 1                | Kochi United                                       |
| 26 de mayo | Escuela de Iwamizawa de la Universidad de Educación de Hokkaidō | 0 - 2                | Universidad Ryutsu Keizai                          |
| 26 de mayo | Nara Club                                                       | 1 - 2                | Universidad Ritsumeikan                            |
| 25 de mayo | Iwaki F.C.                                                      | 2 - 3                | Universidad de Sendai                              |
| 26 de mayo | Universidad de Matsuyama                                        | 0 - 2                | Okinawa SV                                         |
| 26 de mayo | SRC Hiroshima                                                   | 1 - 2                | Universidad de Educación Física de Kanoya          |
| 26 de mayo | Gainare Tottori                                                 | (4) 2 - 2 (t.s.) (3) | Universidad Internacional del Pacífico             |
| 25 de mayo | Arterivo Wakayama                                               | 3 - 0                | Saga LIXIL F.C.                                    |
| 26 de mayo | Giravanz Kitakyushu                                             | 6 - 0                | Universidad de Tokuyama                            |
| 25 de mayo | Thespakusatsu Gunma                                             | 1 - 0 (t.s.)         | Universidad Internacional de Tokio                 |
| 26 de mayo | Universidad Gifu Kyoritsy                                       | 2 - 4                | Universidad Hokuriku                               |
| 26 de mayo | Roasso Kumamoto                                                 | 2 - 0                | Verspah Oita                                       |
| 26 de mayo | Grulla Morioka                                                  | 1 - 0                | Universidad Gakuin de Yamanashi                    |
| 25 de mayo | Universidad Toin de Yokohama                                    | 8 - 0                | Facultad de Medicina de la Universidad de Yamagata |
| 25 de mayo | MIO Biwako Shiga                                                | 0 - 2                | Osaka F.C.                                         |
| 26 de mayo | Kataller Toyama                                                 | 2 - 0                | Kariya F.C.                                        |

#### Segunda ronda
| Fecha       | Local                      | Resultado            | Visitante                                 |
| ----------- | -------------------------- | -------------------- | ----------------------------------------- |
| 3 de julio  | Kawasaki Frontale          | 1 - 0                | Universidad Meiji                         |
| 3 de julio  | JEF United Chiba           | 0 - 3                | Fagiano Okayama                           |
| 3 de julio  | Júbilo Iwata               | 5 - 2                | Honda Lock                                |
| 3 de julio  | Matsumoto Yamaga           | 2 - 3 (t.s.)         | Vanraure Hachinohe                        |
| 3 de julio  | Shimizu S-Pulse            | 1 - 0                | Nagano Parceiro                           |
| 3 de julio  | Avispa Fukuoka             | 2 - 1 (t.s.)         | Kagoshima United                          |
| 3 de julio  | Gamba Osaka                | 7 - 1                | Kamatamare Sanuki                         |
| 10 de mayo  | Tokyo Verdy                | 0 - 2                | Universidad de Hosei                      |
| 3 de julio  | Hokkaido Consadole Sapporo | 2 - 4                | Honda F.C.                                |
| 3 de julio  | Tokushima Vortis           | (5) 0 - 0 (t.s.) (3) | Ehime F.C.                                |
| 3 de julio  | Shonan Bellmare            | 0 - 4                | Veertien Mie                              |
| 3 de julio  | V-Varen Nagasaki           | 2 - 1 (t.s.)         | Kochi United                              |
| 3 de julio  | Urawa Red Diamonds         | 2 - 1                | Universidad Ryutsu Keizai                 |
| 3 de julio  | Mito HollyHock             | 1 - 0                | Kyoto Sanga                               |
| 3 de julio  | Yokohama F. Marinos        | 2 - 1                | Universidad Ritsumeikan                   |
| 10 de julio | Yokohama F.C.              | 2 - 1                | Universidad de Sendai                     |
| 3 de julio  | Sanfrecce Hiroshima        | 4 - 0                | Okinawa SV                                |
| 3 de julio  | Zweigen Kanazawa           | 1 - 0                | Albirex Niigata                           |
| 3 de julio  | Nagoya Grampus             | 0 - 3                | Universidad de Educación Física de Kanoya |
| 3 de julio  | Oita Trinita               | 4 - 1                | Gainare Tottori                           |
| 10 de julio | Cerezo Osaka               | 3 - 1 (t.s.)         | Arterivo Wakayama                         |
| 3 de julio  | Renofa Yamaguchi           | 2 - 1                | F.C. Ryukyu                               |
| 3 de julio  | Vissel Kobe                | 4 - 0                | Giravanz Kitakyushu                       |
| 3 de julio  | Omiya Ardija               | 2 - 1 (t.s.)         | Thespakusatsu Gunma                       |
| 3 de julio  | Kashima Antlers            | 3 - 1                | Universidad Hokuriku                      |
| 3 de julio  | Montedio Yamagata          | 1 - 2                | Tochigi S.C.                              |
| 3 de julio  | Sagan Tosu                 | (4) 1 - 1 (t.s.) (3) | Roasso Kumamoto                           |
| 3 de julio  | Kashiwa Reysol             | 4 - 0                | Grulla Morioka                            |
| 3 de julio  | F.C. Tokyo                 | 1 - 0                | Universidad Toin de Yokohama              |
| 3 de julio  | Ventforet Kofu             | (4) 2 - 2 (t.s.) (2) | F.C. Gifu                                 |
| 3 de julio  | Vegalta Sendai             | 4 - 1                | Osaka F.C.                                |
| 3 de julio  | Machida Zelvia             | 0 - 1                | Kataller Toyama                           |

#### Tercera ronda
| Fecha        | Local                                     | Resultado            | Visitante            |
| ------------ | ----------------------------------------- | -------------------- | -------------------- |
| 14 de agosto | Kawasaki Frontale                         | 2 - 1 (t.s.)         | Fagiano Okayama      |
| 14 de agosto | Kashima Antlers                           | 6 - 0                | Vanraure Hachinohe   |
| 14 de agosto | Shimizu S-Pulse                           | 1 - 0                | Avispa Fukuoka       |
| 14 de agosto | Gamba Osaka                               | 0 - 2                | Universidad de Hosei |
| 14 de agosto | Honda F.C.                                | 2 - 0                | Tokushima Vortis     |
| 14 de agosto | Veertien Mie                              | (4) 2 - 2 (t.s.) (5) | V-Varen Nagasaki     |
| 14 de agosto | Urawa Red Diamonds                        | 2 - 1                | Mito HollyHock       |
| 14 de agosto | Yokohama F. Marinos                       | 2 - 1                | Yokohama F.C.        |
| 14 de agosto | Sanfrecce Hiroshima                       | 2 - 1                | Zweigen Kanazawa     |
| 14 de agosto | Universidad de Educación Física de Kanoya | 2 - 2 (t.s.)         | Oita Trinita         |
| 14 de agosto | Cerezo Osaka                              | 3 - 0                | Renofa Yamaguchi     |
| 14 de agosto | Vissel Kobe                               | 4 - 0                | Omiya Ardija         |
| 14 de agosto | Kashima Antlers                           | 4 - 0                | Tochigi S.C.         |
| 14 de agosto | Sagan Tosu                                | 1 - 0 (t.s.)         | Kashiwa Reysol       |
| 14 de agosto | F.C. Tokyo                                | 0 - 1                | Ventforet Kofu       |
| 14 de agosto | Vegalta Sendai                            | 1 - 0                | Kataller Toyama      |

Fuente: Japan Football Association

### Fase final
Los cruces de esta fase se sortearon el 16 de agosto de 2019.
Kashima Antlers y Urawa Red Diamonds, equipos que clasificaron a los cuartos de final de la Liga de Campeones de la AFC 2019, jugarán sus partidos cómo locales.
Yokohama F. Marinos, Honda F.C. y la Universidad de Hosei, equipos que no pueden proporcionar estadios el día del partido, jugarán sus partidos como visita.
Los octavos de final se jugaron el 18 de septiembre de 2019, excepto los partidos de Kashima Antlers y Urawa Red Diamonds cuyos partidos se jugaron el 25 de septiembre, ya que jugarán el partido de vuelta de los cuartos de final de la Liga de Campeones de la AFC 2019 los días 17 y 18 de septiembre.

#### Cuadro de desarrollo
|  | Octavos de final              | Octavos de final              |                  |       | Cuartos de final      | Cuartos de final      |  |  | Semifinales             | Semifinales             |  |  | Final              | Final              |
|  | 18 y 25 de septiembre de 2019 | 18 y 25 de septiembre de 2019 |                  |       | 23 de octubre de 2019 | 23 de octubre de 2019 |  |  | 21 de diciembre de 2019 | 21 de diciembre de 2019 |  |  | 1 de enero de 2020 | 1 de enero de 2020 |
|  |                               |                               |                  |       |                       |                       |  |  |                         |                         |  |  |                    |                    |
|  |                               |                               |                  |       |                       |                       |  |  |                         |                         |  |  |                    |                    |
|  |                               |                               |                  |       |                       |                       |  |  |                         |                         |  |  |                    |                    |
|  | Vissel Kobe                   | 3                             |                  |       |                       |                       |  |  |                         |                         |  |  |                    |                    |
|  | Vissel Kobe                   | 3                             |                  |       |                       |                       |  |  |                         |                         |  |  |                    |                    |
|  | Kawasaki Frontale             | 2                             |                  |       |                       |                       |  |  |                         |                         |  |  |                    |                    |
|  | Kawasaki Frontale             | 2                             | Vissel Kobe      | 1     |                       |                       |  |  |                         |                         |  |  |                    |                    |
|  |                               |                               |                  | 1     |                       |                       |  |  |                         |                         |  |  |                    |                    |
|  |                               | Oita Trinita                  | 0                |       |                       |                       |  |  |                         |                         |  |  |                    |                    |
|  | Sanfrecce Hiroshima           | Oita Trinita                  | 0                | 1 (9) |                       |                       |  |  |                         |                         |  |  |                    |                    |
|  | Sanfrecce Hiroshima           |                               |                  | 1 (9) |                       |                       |  |  |                         |                         |  |  |                    |                    |
|  | Oita Trinita (p)              | 1 (10)                        |                  |       |                       |                       |  |  |                         |                         |  |  |                    |                    |
|  | Oita Trinita (p)              | 1 (10)                        | Vissel Kobe      | 3     |                       |                       |  |  |                         |                         |  |  |                    |                    |
|  |                               |                               |                  | 3     |                       |                       |  |  |                         |                         |  |  |                    |                    |
|  |                               | Shimizu S-Pulse               | 1                |       |                       |                       |  |  |                         |                         |  |  |                    |                    |
|  | Sagan Tosu                    | Shimizu S-Pulse               | 1                | 4     |                       |                       |  |  |                         |                         |  |  |                    |                    |
|  | Sagan Tosu                    |                               |                  | 4     |                       |                       |  |  |                         |                         |  |  |                    |                    |
|  | Cerezo Osaka                  | 2                             |                  |       |                       |                       |  |  |                         |                         |  |  |                    |                    |
|  | Cerezo Osaka                  | 2                             | Sagan Tosu       | 0     |                       |                       |  |  |                         |                         |  |  |                    |                    |
|  |                               |                               |                  | 0     |                       |                       |  |  |                         |                         |  |  |                    |                    |
|  |                               | Shimizu S-Pulse               | 1                |       |                       |                       |  |  |                         |                         |  |  |                    |                    |
|  | Júbilo Iwata                  | Shimizu S-Pulse               | 1                | 1 (3) |                       |                       |  |  |                         |                         |  |  |                    |                    |
|  | Júbilo Iwata                  |                               |                  | 1 (3) |                       |                       |  |  |                         |                         |  |  |                    |                    |
|  | Shimizu S-Pulse (p)           | 1 (4)                         |                  |       |                       |                       |  |  |                         |                         |  |  |                    |                    |
|  | Shimizu S-Pulse (p)           | 1 (4)                         | Vissel Kobe      | 2     |                       |                       |  |  |                         |                         |  |  |                    |                    |
|  |                               |                               |                  | 2     |                       |                       |  |  |                         |                         |  |  |                    |                    |
|  |                               | Kashima Antlers               | 0                |       |                       |                       |  |  |                         |                         |  |  |                    |                    |
|  | Kashima Antlers               | Kashima Antlers               | 0                | 4     |                       |                       |  |  |                         |                         |  |  |                    |                    |
|  | Kashima Antlers               |                               |                  | 4     |                       |                       |  |  |                         |                         |  |  |                    |                    |
|  | Yokohama F. Marinos           | 1                             |                  |       |                       |                       |  |  |                         |                         |  |  |                    |                    |
|  | Yokohama F. Marinos           | 1                             | Kashima Antlers  | 1     |                       |                       |  |  |                         |                         |  |  |                    |                    |
|  |                               |                               |                  | 1     |                       |                       |  |  |                         |                         |  |  |                    |                    |
|  |                               | Honda F.C.                    | 0                |       |                       |                       |  |  |                         |                         |  |  |                    |                    |
|  | Urawa Red Diamonds            | Honda F.C.                    | 0                | 0     |                       |                       |  |  |                         |                         |  |  |                    |                    |
|  | Urawa Red Diamonds            |                               |                  | 0     |                       |                       |  |  |                         |                         |  |  |                    |                    |
|  | Honda F.C.                    | 2                             |                  |       |                       |                       |  |  |                         |                         |  |  |                    |                    |
|  | Honda F.C.                    | 2                             | Kashima Antlers  | 3     |                       |                       |  |  |                         |                         |  |  |                    |                    |
|  |                               |                               |                  | 3     |                       |                       |  |  |                         |                         |  |  |                    |                    |
|  |                               | V-Varen Nagasaki              | 2                |       |                       |                       |  |  |                         |                         |  |  |                    |                    |
|  | V-Varen Nagasaki              | V-Varen Nagasaki              | 2                | 2     |                       |                       |  |  |                         |                         |  |  |                    |                    |
|  | V-Varen Nagasaki              |                               |                  | 2     |                       |                       |  |  |                         |                         |  |  |                    |                    |
|  | Vegalta Sendai                | 1                             |                  |       |                       |                       |  |  |                         |                         |  |  |                    |                    |
|  | Vegalta Sendai                | 1                             | V-Varen Nagasaki | 2     |                       |                       |  |  |                         |                         |  |  |                    |                    |
|  |                               |                               |                  | 2     |                       |                       |  |  |                         |                         |  |  |                    |                    |
|  |                               | Ventforet Kofu                | 1                |       |                       |                       |  |  |                         |                         |  |  |                    |                    |
|  | Ventforet Kofu (t.s.)         | Ventforet Kofu                | 1                | 2     |                       |                       |  |  |                         |                         |  |  |                    |                    |
|  | Ventforet Kofu (t.s.)         |                               |                  | 2     |                       |                       |  |  |                         |                         |  |  |                    |                    |
|  | Universidad de Hosei          | 1                             |                  |       |                       |                       |  |  |                         |                         |  |  |                    |                    |
|  | Universidad de Hosei          | 1                             |                  |       |                       |                       |  |  |                         |                         |  |  |                    |                    |

- Los horarios de los partidos corresponden al huso horario de Japón: (UTC+9)

Fuente: Japan Football Association

#### Octavos de final
| Fecha                    | Hora  | Ciudad    | Estadio                           | Local               | Resultado         | Visitante            |
| ------------------------ | ----- | --------- | --------------------------------- | ------------------- | ----------------- | -------------------- |
| 18 de septiembre de 2019 | 19:00 | Kōbe      | Kobe Universiade Memorial Stadium | Vissel Kobe         | 3 - 2             | Kawasaki Frontale    |
| 18 de septiembre de 2019 | 19:00 | Hiroshima | Estadio EDION Hiroshima           | Sanfrecce Hiroshima | (9)1 - 1 (10) (p) | Oita Trinita         |
| 18 de septiembre de 2019 | 19:00 | Tosu      | Ekimae Real Estate Stadium        | Sagan Tosu          | 4 - 2             | Cerezo Osaka         |
| 18 de septiembre de 2019 | 19:00 | Iwata     | Yamaha Stadium                    | Júbilo Iwata        | (3)1 - 1 (4) (p)  | Shimizu S-Pulse      |
| 25 de septiembre de 2019 | 19:00 | Kashima   | Kashima Soccer Stadium            | Kashima Antlers     | 4 - 1             | Yokohama F. Marinos  |
| 25 de septiembre de 2019 | 19:00 | Saitama   | Estadio Saitama 2002              | Urawa Red Diamonds  | 0 - 2             | Honda F.C.           |
| 18 de septiembre de 2019 | 19:00 | Nagasaki  | Trascosmos Stadium Nagasaki       | V-Varen Nagasaki    | 2 - 1             | Vegalta Sendai       |
| 18 de septiembre de 2019 | 19:00 | Kōfu      | Estadio Yamanashi Chuo Bank       | Ventforet Kofu      | 2 - 1 (t.s.)      | Universidad de Hosei |

#### Cuartos de final
| Fecha                 | Hora  | Ciudad   | Estadio                     | Local            | Resultado | Visitante       |
| --------------------- | ----- | -------- | --------------------------- | ---------------- | --------- | --------------- |
| 23 de octubre de 2019 | 19:00 | Kōbe     | Noevir Stadium Kobe         | Vissel Kobe      | 1 - 0     | Oita Trinita    |
| 23 de octubre de 2019 | 19:00 | Tosu     | Ekimae Real Estate Stadium  | Sagan Tosu       | 0 - 1     | Shimizu S-Pulse |
| 23 de octubre de 2019 | 19:00 | Kashima  | Kashima Soccer Stadium      | Kashima Antlers  | 1 - 0     | Honda F.C.      |
| 23 de octubre de 2019 | 19:00 | Nagasaki | Trascosmos Stadium Nagasaki | V-Varen Nagasaki | 2 - 1     | Ventforet Kofu  |

#### Semifinales
| Fecha                   | Hora  | Ciudad  | Estadio                | Local           | Resultado | Visitante        |
| ----------------------- | ----- | ------- | ---------------------- | --------------- | --------- | ---------------- |
| 21 de diciembre de 2019 | 14:05 | Kōbe    | Noevir Stadium Kobe    | Vissel Kobe     | 3 - 1     | Shimizu S-Pulse  |
| 21 de diciembre de 2019 | 16:05 | Kashima | Kashima Soccer Stadium | Kashima Antlers | 3 - 2     | V-Varen Nagasaki |

#### Final
| Fecha              | Hora  | Ciudad | Estadio                         | Local       | Resultado | Visitante       |
| ------------------ | ----- | ------ | ------------------------------- | ----------- | --------- | --------------- |
| 1 de enero de 2020 | 14:35 | Tokio  | Nuevo Estadio Olímpico de Tokio | Vissel Kobe | 2 - 0     | Kashima Antlers |

|                                 |
| Bandera de Prefectura de Hyōgo  |
| Campeón Vissel Kobe 1.er título |